# Śródmieście
Śródmieście ("Centro de Ciudad") es el distrito central y el corazón de Varsovia. 

## Barrios
En este distrito se encuentran los barrios más famosos de esta ciudad: Stare Miasto (Casco antiguo) y  Nowe Miasto (Ciudad Nueva).

## Instituciones
En esta zona de Varsovia se encuentran las sedes de las principales instituciones nacionales y municipales, además de las sedes de las principales empresas polacas.

## Centros educativos
En esta zona se encuentran importantes centros educativos, tales como la Universidad de Varsovia, la Universidad Tecnológica de Varsovia o la Universidad de Música Fryderyk Chopin.

## Cines
- Cine Atlantic
- Cine Amondo.
- Cine Muranów
- Kinoteka
- Cine Luna
- Cine Kultura

## Atracciones turísticas
En este distrito también se encuentran las principales atracciones turísticas de Varsovia, tales como:
- El Palacio de la Cultura y la Ciencia (234 m. el edificio más alto de Polonia);

- La calle Ulica Bednarska (5.3 m. la calle más estrecha de Polonia);

- El Ogród Saski (abierto en 1772);

- La Columna de Segismundo (de 1644);

- El Castillo Real de Varsovia (del siglo XIII);

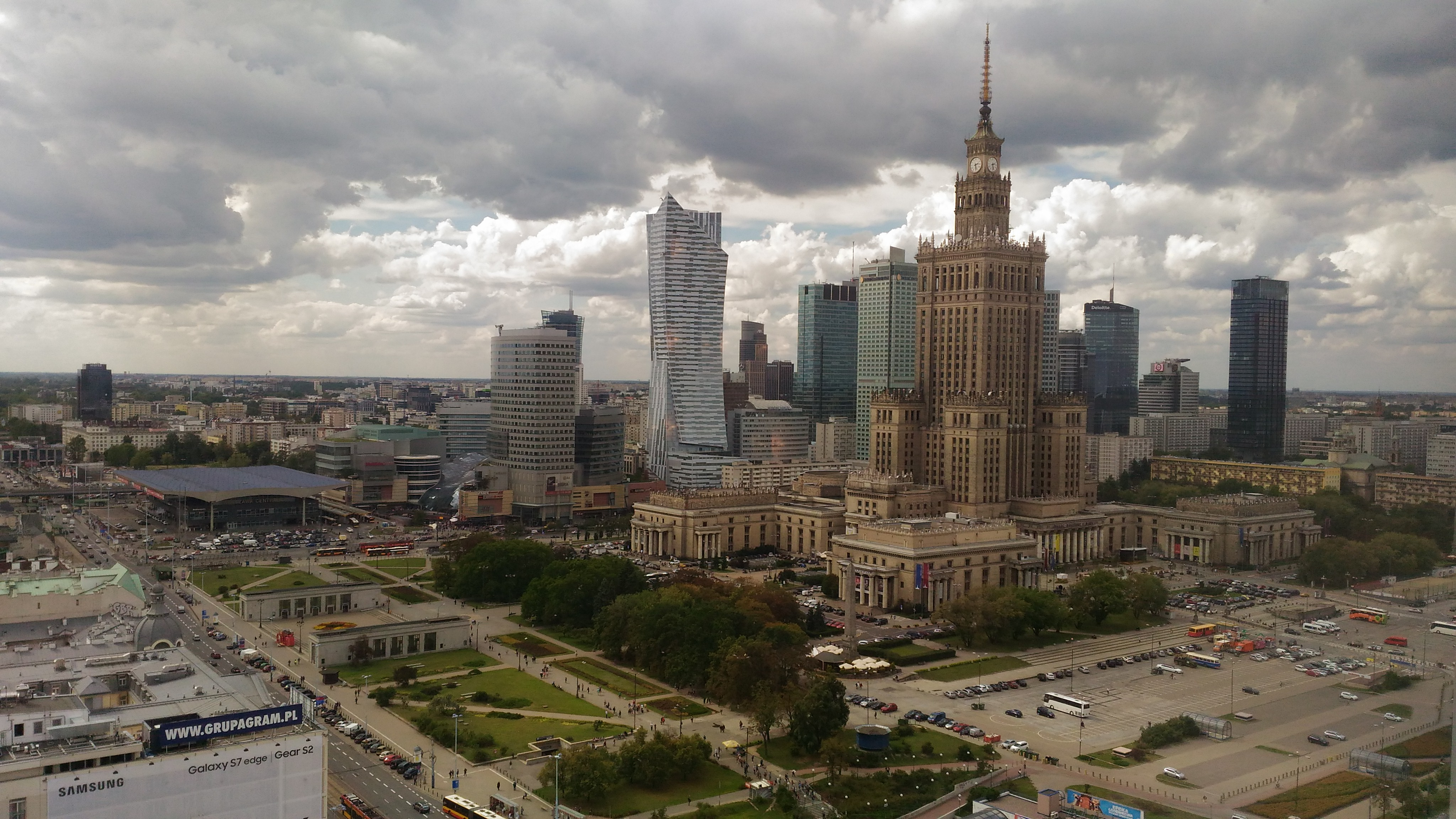
Panorama del centro de Varsovia, se puede observar el Palacio de la Cultura y la Ciencia, en la Plaza del Desfile.

## Museos
- Museo Nacional de Varsovia.
- Museo “Polin”.
- Museo Maria Skłodowska-Curie.

## Cementerios
En este distrito se encuentra el Cementerio de Powązki.